# サッカーユーゴスラビア代表
サッカーユーゴスラビア代表（サッカーユーゴスラビアだいひょう）は、ユーゴスラビアサッカー協会により編成されたユーゴスラビアのサッカーのナショナルチーム。
本項目では、セルビア、クロアチア、スロベニア、モンテネグロ、ボスニア・ヘルツェゴビナ、マケドニア共和国およびコソボにより構成されていたユーゴスラビアを代表するナショナルチームについて扱う。即ちその扱いはサッカーユーゴスラビア代表が崩壊する1992年までとし、以降2003年まで、ユーゴスラビアを名乗ったセルビア・モンテネグロ（2006年セルビアとモンテネグロに分離）の枠組みでの「サッカーユーゴスラビア代表」（1992年-2003年）についてはサッカーセルビア・モンテネグロ代表に譲る。

## 概要
サッカーユーゴスラビア代表は1920年から1939年まではユーゴスラビア王国サッカー代表として、1945年から1992年まではユーゴスラビア連邦サッカー代表として存在した。ただし、ユーゴスラビア連邦は国名が何度か変更されている。

### 基本的なデータ
最多失点での敗北は3度あり、1度目は、ユーゴスラビア代表の国際ゲームデビュー戦となった、アントワープオリンピックでのチェコスロバキア戦、2度目もオリンピックで1924年パリオリンピックのサッカー競技でのウルグアイ戦、3度目が翌1925年のチェコスロバキア戦である。
最多得点での勝利は、1972年にブラジルで開催されたタッサ・インデペンデンシアでのグループリーグにおいて、ベネズエラに10-0で勝利している。
ユーゴスラビア代表の最初のインターナショナルマッチは1920年8月28日に行われたアントワープオリンピックにおけるサッカー競技、アントワープで行われた試合で、チェコスロバキア代表に0-7で敗北している。
最後の試合は、1992年のUEFA欧州選手権に向けたテストマッチで、同年3月25日にオランダのアムステルダムで行われたオランダ代表との試合に0-2で敗北している。東ドイツ、ソ連、チェコスロバキアとは異なり、この最後は選手、スタッフ、協会関係者及びサポーターにとって最後の試合になると予期しえぬものであった。

### ユーゴスラビア代表を後継するチーム
1991年から1993年にかけて国家としてのユーゴスラビアが崩壊すると、同時にサッカーユーゴスラビア代表も崩壊した。以降旧ユーゴスラビア構成諸国家によりナショナルチームが編成される事になり、1991年から1993年にかけて以下のナショナルチームに分裂した。
- サッカーユーゴスラビア代表
- サッカークロアチア代表
- サッカースロベニア代表
- サッカーボスニア・ヘルツェゴビナ代表
- サッカーマケドニア共和国代表（現:サッカー北マケドニア代表）

このうち、セルビアとモンテネグロによって構成されていたユーゴスラビアは2003年にセルビア・モンテネグロに政体を変更し、ナショナルチームもサッカーセルビア・モンテネグロ代表になった。さらに2006年にはセルビア・モンテネグロも解体され以下の2チームが誕生した。
- サッカーセルビア代表
- サッカーモンテネグロ代表

さらに、以下のチームは2016年に国際サッカー連盟（FIFA）、欧州サッカー連盟（UEFA）に加盟するまでは未承認のナショナルチームとして活動していた。
- サッカーコソボ代表

コソボは1991年にユーゴスラビアからの独立を宣言し、以降コソボ代表はFIFAやUEFAに加盟を承認されるまでの間、コソボを国際的に承認した唯一の国であるアルバニアやFIFAに加入していないNF-Board加盟国等と数試合の国際試合を行っていた。

## 歴史

### ヨーロッパの強豪
ユーゴスラビア代表は、ヨーロッパにおいてもサッカーの強豪国の1つとして知られていた。
FIFAワールドカップへの出場は8回。最高成績は1930年大会と1962年大会の4位である。1950年大会のグループステージで4チーム中の二位になったのを含め、7回の8強入りを果たしている。これは最後のエントリーとなった1990年大会の終了時点では11回のドイツ、10回のブラジル、8回のイングランドに次ぐ4位だった。
UEFA欧州選手権（ユーロ）では本大会に4回出場し、1960年大会と1968年大会で準優勝、地元開催の1976年大会で四位になっている。
ユーゴスラビアはステート・アマを採用していたので、オリンピックにもA代表が出場していたが1988年ソウルオリンピックまで10回出場し、金メダル1回（1960年）、銀メダル3回（1948年、1952年、1956年）、銅メダル1回（1984年）、4位1回（1980年）と言う成績を残している。
ブラジルに対して、世界のナショナルチームで最も多く点を取ったチームでもある（1934年6月3日。スコアは8-4）。

### 東欧のブラジル
ユーゴスラビアは優れた育成システムに加え、多民族国家の特性を生かして多種多様なプレーヤーを生み出してきた。
特に攻撃面ではドラガン・ジャイッチやドラガン・ストイコビッチのようなテクニックや創造性に優れた選手を多く生み出したその土壌から｢東欧のブラジル｣と言われるようになった。
指導者層においてもヴヤディン・ボシュコヴ、ボラ・ミルティノビッチ、イビチャ・オシムといった名指導者を輩出してきた。
国家が分裂した現在においても、旧ユーゴ諸国の選手や指導者は多くの国々で活躍している。

### ユーゴスラビア代表の崩壊
多くの栄光を手にしたサッカーユーゴスラビア代表であったが、国家としてのユーゴスラビアが崩壊すると同時に代表も崩壊してしまった。
ユーゴスラビア代表最後の代表監督はイビチャ・オシムであったが、彼が代表監督を引き受けた1986年頃には、ユーゴスラビアと言う国は末期的状況を呈していたといわれている。1980年にユーゴスラビア統一の象徴であった、ヨシップ・ブロズ・チトーが死去すると、それまで抑えられていた、各共和国のナショナリズムの勃興が始まった。セルビアではセルビア民族主義を掲げるスロボダン・ミロシェヴィッチが台頭。経済的に豊かなスロベニアでは「経済主権」を掲げて、ユーゴスラビアからの脱退を主張し始め、セルビア民族主義に反発したクロアチアでも、反ユーゴ、反セルビアの動きが加速していった。
それはサッカーでも同じだった。1980年代末になると、各共和国の民族主義者からは「自分たちの共和国は祖国であるが、ユーゴスラビアは祖国ではない」と言う考え方の下、自らの共和国出身の選手に対して、ユーゴスラビア代表に加わらないように政治的、物理的圧力がかけられるようになった。又ユーゴスラビア国内で行われる国際試合では、スタンドの観客が、ホームチーム、ユーゴスラビア代表ではなく、アウェイのチームを応援することが常態化していた。1988年にベオグラードで、ユーゴスラビア代表と対戦したフランス代表のミシェル・プラティニはなぜユーゴスラビアの観客がフランスを応援するのか理解できなかったと言う。
代表だけでなく国内リーグも民族対立の捌け口として混沌とした様相を呈し、1990年5月13日にザグレブのスタディオン・マクシミールで行われた、国内リーグディナモ・ザグレブ対レッドスター・ベオグラード戦はさながら民族間の代理戦争を思わせる事態へ陥ってしまう。クロアチアを代表するクラブとセルビアを代表するクラブとのビッグマッチは、開始前からサポーター同士の小競り合いが絶えず、とうとうザグレブの一部サポーターがスタンドに火を放つ暴挙を行い、そこから暴動が巻き起こってしまった。狂乱の最中、ザグレブの選手のズボニミール・ボバンがザグレブサポーターを抑圧する警官（セルビア人であるという説と、そうではないムスリムだという説がある）にとび蹴りを食らわすなどがあり、大きな問題となった。（スタディオン・マクシミール暴動。なお、試合は開催されることなく3-0でレッドスターの勝利）
スタディオン・マクシミール暴動から2週間後に同スタジアムで行われた1990 FIFAワールドカップに向けての最後のテストマッチにおいても、代表に向けて「自国民」からの容赦ないブーイングが浴びせられる。ユーゴ代表はこの厳しい現実に直面しても怯むことなく奮戦するが、この対オランダ戦は0-2で敗北。本戦に向けて様々な面での不安を残す結果となる。
こうした状況の中では代表チームを編成すること自体が困難になってきていた。各共和国のメディアは他の共和国の選手（特にセルビア）の選手を指して、「なぜあいつを使うのか？それよりも自分たちの共和国の選手の方が素晴らしい」と書きたてて、代表、監督を批判した。セルビア系のメディアでは自国内の対立を持ち込むものまでいた。
時にはこうしたメディアがベンチの横にまで入ってきて、文句を吐きかけられたとオシムは証言する。メディア関係者の中には文句をまくし立てる横でドラガン・ストイコビッチ（セルビア人）がゴールを決めると、オシムに向かってメディアの関係者が「結果が間違っている」と叫び、翌日には「このゴールは明らかなオフサイド」と書きたてる記者もいたほどに、凄まじい環境であった。宿舎に極右関係者（レッドスター・ベオグラードのファンとして有名だった）が出入りし、オシムを見つけると微笑みかける、といったことすら稀事ではなかった。
しかし、オシムは毅然とした態度で、時には記者たちをあしらい、あるときは怒りを爆発させて個人への取材を禁止するなどし、自らが選んだ選手たちの結束を守り（ストイコビッチが述べるように、彼らの友情はその後も壊れることはなく、オシムが死去するまで続いた。）、ユーゴスラビア代表はワールドカップ予選を通過。本大会に進出する。そしてこれが、ユーゴスラビア代表最後の輝きであった。

#### ワールドカップ90年大会
イタリアで開催された1990 FIFAワールドカップに臨んだユーゴスラビア代表はサフェト・スシッチ（ボスニア）、スレチコ・カタネッツ（スロベニア）、ドラガン・ストイコビッチ（セルビア）らを擁したスター集団であった。しかし、初戦の西ドイツ戦で、デヤン・サビチェビッチ（モンテネグロ）を入れたチームが機能しないみると（イビチャ・オシムはこの試合で意図的にスター選手を使い、機能しないことを示し、サッカーと民族問題を同一視して捉える母国のマスメディアを沈黙させたと言われている。）以降、サビチェビッチはスタメンから外れ、グループリーグのコロンビア代表、UAE代表を撃破し、グループリーグを突破、決勝トーナメント1回戦のスペイン代表もストイコビッチの2得点で下し、ベスト8準々決勝まで勝ち上がった。ここでユーゴスラビア代表を待っていたのがディエゴ・マラドーナ率いるアルゼンチン代表であった。
1990年6月30日、フィレンツェで行われたアルゼンチンとの試合は、記憶に残る試合の一つとして現在でも語られている。ユーゴスラビア代表はここまでの道程で、中盤の守備の要となるスレチコ・カタネッツを怪我で失っていた。しかもこの試合の途中で、右サイドのレフィク・シャバナジョヴィッチが退場。ユーゴスラビアは試合の大半を10人で戦うことを余儀なくされた。それでもこの試合は延長を含めて0-0のスコアレスドローに終わり、結果はPK戦にゆだねられた。
オシムの証言によると、このときPKを蹴ることを申し出たのはたったの2人。失敗して帰国した際に民族主義者により生命に危険に晒されることを恐れたためだといわれている。結局ユーゴスラビア代表はその2人以外の3人がPKを外して90年のワールドカップを後にした。

#### ユーロ92に向けて
ワールドカップをベスト8で終えたユーゴスラビア代表であったが、それでもこのチームの評価は低くなく、スウェーデンで開催される1992年のUEFA欧州選手権（ユーロ92）では優勝候補の一つとして数えられていた。
しかしユーゴスラビア国内に目を向けると確実に連邦崩壊の危機が迫っており、ユーロ92予選は、ユーゴスラビア崩壊と足並みをそろえつつ進行されていった。連邦を構成する共和国の内、最も早く連邦離脱を決めたのは1991年6月に独立を宣言したスロベニアとクロアチアであったが、それ以前にこれらの共和国出身の選手は、選手自身の意思とは関係なく、ユーゴスラビア代表への参加を周囲の圧力で拒まれる状況が出始め、5月16日の対フェロー諸島戦を最後にユーロ92予選はスロベニア、クロアチアの選手抜きで行われた。それでも、デンマーク代表、オーストリア代表、北アイルランド代表、フェロー諸島代表のグループをわずか1敗で予選を通過し、ユーゴスラビア代表は本大会出場権を獲得した。
予選通過を決めた1991年10月16日の時点で、既にスロベニア、クロアチア、マケドニアは独立を宣言。元々連邦内でもセルビアとは友好的だったマケドニアはともかく、スロベニアの十日間戦争は早期に終結したものの、クロアチア紛争は泥沼化の様相を呈しはじめ、ボスニア・ヘルツェゴビナのクロアチア人、ボスニア人も独立を宣言していた。
こうした状況の中で、ユーゴスラビア代表の運命を決定付ける事件が1992年4月6日に起こる。ユーゴスラビア連邦軍がサラエヴォを包囲したのである。この事件は2つの意味でユーゴスラビア代表の運命を大きく揺さぶった。
1. サラエヴォは監督のイビチャ・オシムの生まれ故郷だった。この問題はオシムがユーゴ代表監督を辞任する5月22日まで、ユーゴサッカー協会の大きな問題点の一つとなった。オシム自身も、自らの故郷を砲撃している国の監督（彼はパルチザン・ベオグラードの監督も兼務していたが、皮肉にもここは元々ユーゴスラビア人民軍のクラブだった）を務めているというジレンマと戦い続けなければならなくなった。
2. ユーゴスラビア人民軍が50万以上もの民間人（その中にはオシムの妻と娘もいた）を内包したままのサラエヴォを包囲し、市民多数を襲撃した事によってユーゴスラビア、特にその中心を占めるセルビアの悪玉論が国際世論の中で主流を占めるようになったことである。このことはユーゴスラビア代表を国際試合の舞台から引き摺り下ろすことになった。

#### 黄昏
1992年3月25日に行われた国際親善試合、対オランダ戦がユーゴスラビア社会主義連邦共和国（スロベニア、クロアチアの独立前）として最後の試合となった。そしてユーゴスラビア代表がユーロ92本大会出場のためスウェーデンへ向けて出発する直前の1992年5月22日、前日にユーゴカップをパルチザンの監督として制し、直後にその職を辞任した代表監督イビチャ・オシムは、代表の監督も辞任した。会見で彼が挙げた辞任理由は「サラエヴォのために唯一自分が出来る事」という物であった。
1992年5月28日、オシムの見送りを受けたユーゴスラビア代表はスウェーデンに向かったが、ストックホルムに着いた時点で、以下の内容を通達された。
- 国際サッカー連盟及び欧州サッカー連盟は国際連合のユーゴスラビア（実質的にはセルビアとモンテネグロ）への制裁を受け入れ、全ての国際試合からユーゴスラビア代表を締め出す。
- ユーゴスラビア代表はユーロ92への出場資格がないので、直ちにスウェーデンから出国する事。これは強制措置である。
- スウェーデン政府は、人道目的による措置を除き、ユーゴスラビア代表スタッフ・選手その他関係者一切の入国を許可しない。

五輪メダル5個獲得、ワールドカップトーナメント進出4回、ユーロ準優勝2回。栄光のユーゴスラビア代表の終焉は、ストックホルム・アーランダ空港通関ロビーの片隅で訪れた。
このユーロ92本大会は1992年6月10日から開催され、出場資格を取り消されたユーゴスラビア代表の代わりに急遽繰り上がり出場をしたデンマーク代表が快進撃を見せ、フランス代表とイングランド代表を抑えてグループリーグを突破。準決勝で前回覇者のオランダ代表を、決勝では2年前のイタリア・ワールドカップ覇者ドイツ代表を撃破し、ユーロ初優勝を手にした。
ドラガン・ストイコビッチはヴェローナでこのデンマーク代表優勝のニュースを聞いたとき、オシムの言葉を思い出したという。「サッカーはわからない」。

## ユニフォーム
| 1930 | 1950-1968 | 1974 | 1976 | 1982 | 1984 | 1990 | 1992 |

## ワールドカップの成績
| 開催国 / 年 | 成績                               | 試                                 | 勝                                 | 分                                 | 負                                 | 得                                 | 失                                 |
| ----------- | ---------------------------------- | ---------------------------------- | ---------------------------------- | ---------------------------------- | ---------------------------------- | ---------------------------------- | ---------------------------------- |
| 1930        | 4位                                | 3                                  | 2                                  | 0                                  | 1                                  | 7                                  | 7                                  |
| 1934        | 予選敗退                           | 予選敗退                           | 予選敗退                           | 予選敗退                           | 予選敗退                           | 予選敗退                           | 予選敗退                           |
| 1938        | 予選敗退                           | 予選敗退                           | 予選敗退                           | 予選敗退                           | 予選敗退                           | 予選敗退                           | 予選敗退                           |
| 1950        | グループリーグ敗退                 | 3                                  | 2                                  | 0                                  | 1                                  | 7                                  | 3                                  |
| 1954        | ベスト8                            | 3                                  | 1                                  | 1                                  | 1                                  | 2                                  | 3                                  |
| 1958        | ベスト8                            | 4                                  | 1                                  | 2                                  | 1                                  | 7                                  | 7                                  |
| 1962        | 4位                                | 6                                  | 3                                  | 0                                  | 3                                  | 10                                 | 7                                  |
| 1966        | 予選敗退                           | 予選敗退                           | 予選敗退                           | 予選敗退                           | 予選敗退                           | 予選敗退                           | 予選敗退                           |
| 1970        | 予選敗退                           | 予選敗退                           | 予選敗退                           | 予選敗退                           | 予選敗退                           | 予選敗退                           | 予選敗退                           |
| 1974        | 2次リーグ敗退                      | 6                                  | 1                                  | 2                                  | 3                                  | 12                                 | 7                                  |
| 1978        | 予選敗退                           | 予選敗退                           | 予選敗退                           | 予選敗退                           | 予選敗退                           | 予選敗退                           | 予選敗退                           |
| 1982        | ベスト16                           | 3                                  | 1                                  | 1                                  | 1                                  | 2                                  | 2                                  |
| 1986        | 予選敗退                           | 予選敗退                           | 予選敗退                           | 予選敗退                           | 予選敗退                           | 予選敗退                           | 予選敗退                           |
| 1990        | ベスト8                            | 5                                  | 3                                  | 1                                  | 1                                  | 8                                  | 6                                  |
| 1994        | 国際連合の制裁による予選参加権剥奪 | 国際連合の制裁による予選参加権剥奪 | 国際連合の制裁による予選参加権剥奪 | 国際連合の制裁による予選参加権剥奪 | 国際連合の制裁による予選参加権剥奪 | 国際連合の制裁による予選参加権剥奪 | 国際連合の制裁による予選参加権剥奪 |
| 合計        | 出場8回                            | 33                                 | 14                                 | 7                                  | 12                                 | 55                                 | 42                                 |

## 欧州選手権の成績
| 開催国 / 年 | 成績               | 試               | 勝               | 分               | 負               | 得               | 失               |
| ----------- | ------------------ | ---------------- | ---------------- | ---------------- | ---------------- | ---------------- | ---------------- |
| 1960        | 準優勝             | 2                | 1                | 0                | 1                | 6                | 6                |
| 1964        | 予選敗退           | 予選敗退         | 予選敗退         | 予選敗退         | 予選敗退         | 予選敗退         | 予選敗退         |
| 1968        | 準優勝             | 2                | 2                | 0                | 0                | 5                | 1                |
| 1972        | 予選敗退           | 予選敗退         | 予選敗退         | 予選敗退         | 予選敗退         | 予選敗退         | 予選敗退         |
| 1976        | 4位                | 2                | 0                | 0                | 2                | 4                | 7                |
| 1980        | 予選敗退           | 予選敗退         | 予選敗退         | 予選敗退         | 予選敗退         | 予選敗退         | 予選敗退         |
| 1984        | グループリーグ敗退 | 3                | 0                | 0                | 3                | 2                | 10               |
| 1988        | 予選敗退           | 予選敗退         | 予選敗退         | 予選敗退         | 予選敗退         | 予選敗退         | 予選敗退         |
| 1992        | 出場資格取り消し   | 出場資格取り消し | 出場資格取り消し | 出場資格取り消し | 出場資格取り消し | 出場資格取り消し | 出場資格取り消し |
| 合計        | 出場4回            | 10               | 2                | 1                | 7                | 14               | 26               |

## 歴代監督
| 試合数 | 勝利      | 引分 | 敗北 |    |    |
| イビチャ・オシム | 1986–1992 | 51   | 27   | 10 | 14 |
| イヴァン・トプラク イビチャ・オシム                                                                                        | 1986      | 3    | 1    | 1  | 1  |
| ミロシュ・ミルティノヴィッチ                                                                                               | 1984–1985 | 15   | 7    | 3  | 5  |
| トドル・ヴェセリノヴィッチ                                                                                                 | 1982–1984 | 18   | 9    | 3  | 6  |
| ミリャン・ミリャニッチ | 1979–1982 | 22   | 18   | 2  | 2  |
| ドラジャン・イェルコヴィッチ                                                                                               | 1978      | 1    | 1    | 0  | 0  |
| アンテ・ムラディニッチ | 1978      | 2    | 0    | 0  | 2  |
| スラフコ・ルシュティツァ                                                                                                   | 1978      | 0    | 0    | 0  | 0  |
| ステヴァン・ヴィロティッチ                                                                                                 | 1978      | 2    | 0    | 2  | 0  |
| マルコ・ヴァロク ステヴァン・ヴィロティッチ ゴイコ・ゼツ                                                                   | 1977      | 6    | 1    | 2  | 3  |
| イヴァン・トプラク | 1976–1977 | 8    | 2    | 0  | 6  |
| アンテ・ムラディニッチ | 1974–1976 | 15   | 9    | 2  | 4  |
| ミリャン・ミリャニッチ ミラン・リバル スレイマン・レバク トミスラヴ・イヴィッチ ミロヴァン・チリッチ                       | 1973–1974 | 11   | 3    | 3  | 5  |
| ヴヤディン・ボシュコヴ | 1971–1973 | 27   | 10   | 12 | 5  |
| ライコ・ミティッチ | 1967–1970 | 34   | 13   | 10 | 11 |
| アレクサンダル・ティルナニッチ ミリャン・ミリャニッチ ライコ・ミティッチ ヴヤディン・ボシュコヴ ブランコ・スタンコヴィッチ | 1966      | 4    | 2    | 0  | 2  |
| アレクサンダル・ティルナニッチ ミリャン・ミリャニッチ                                                                      | 1966      | 2    | 0    | 1  | 1  |
| アレクサンダル・ティルナニッチ ミラン・アントルコヴィッチ ミリャン・ミリャニッチ                                           | 1966      | 3    | 1    | 0  | 2  |
| アレクサンダル・ティルナニッチ ミラン・アントルコヴィッチ ミリャン・ミリャニッチ アブドゥラフ・ゲギッチ                    | 1965      | 7    | 2    | 3  | 2  |
| リュボミル・ロヴリッチ | 1964      | 11   | 3    | 1  | 7  |
| リュボミル・ロヴリッチ フゴ・ルシェヴリャニン                                                                              | 1963–1964 | 7    | 5    | 0  | 2  |
| リュボミル・ロヴリッチ プルヴォスラヴ・ミハイロヴィッチ フゴ・ルシェヴリャニン                                             | 1961–1963 | 22   | 15   | 2  | 5  |
| ドラゴミル・ニコリッチ アレクサンダル・ティルナニッチ リュボミル・ロヴリッチ                                               | 1959–1961 | 29   | 16   | 8  | 5  |
| アレクサンダル・ティルナニッチ                                                                                             | 1955–1958 | 34   | 13   | 11 | 10 |
| ブランコ・ペシッチ アレクサンダル・ティルナニッチ レオ・レメシッチ フラニョ・ヴォルフル ミロヴァン・チリッチ               | 1954      | 9    | 5    | 2  | 2  |
| ミロラド・アルセニイェヴィッチ アレクサンダル・ティルナニッチ レオ・レメシッチ                                             | 1952–1954 | 18   | 14   | 2  | 2  |
| ミロラド・アルセニイェヴィッチ                                                                                             | 1949–1952 | 23   | 15   | 3  | 5  |
| ミロラド・アルセニイェヴィッチ アレクサンダル・ティルナニッチ                                                              | 1946–1948 | 18   | 12   | 1  | 5  |
| スヴェトザル・ポポヴィッチ                                                                                                 | 1940–1941 | 3    | 1    | 2  | 0  |
| ボシュコ・シモノヴィッチ                                                                                                   | 1939–1940 | 4    | 1    | 1  | 2  |
| スヴェトザル・ポポヴィッチ                                                                                                 | 1939      | 1    | 0    | 0  | 1  |
| ボシュコ・シモノヴィッチ                                                                                                   | 1939      | 4    | 1    | 0  | 3  |
| スヴェトザル・ポポヴィッチ                                                                                                 | 1937–1938 | 13   | 4    | 5  | 4  |
| ニコラ・シミッチ | 1936      | 4    | 1    | 1  | 2  |
| ボシュコ・シモノヴィッチ                                                                                                   | 1935      | 5    | 3    | 2  | 0  |
| イヴォ・シュステ マタ・ミオドラゴヴィッチ ペタル・プレシェ                                                                 | 1934–1935 | 6    | 3    | 0  | 3  |
| ボシュコ・シモノヴィッチ                                                                                                   | 1933–1934 | 6    | 3    | 1  | 2  |
| ブラニスラヴ・ヴェリコヴィッチ                                                                                             | 1933      | 6    | 3    | 1  | 2  |
| ボシュコ・シモノヴィッチ                                                                                                   | 1930–1932 | 24   | 12   | 1  | 11 |
| アンテ・パンダコヴィッチ                                                                                                   | 1926–1930 | 19   | 7    | 2  | 10 |
| ドゥシャン・ジナヤ | 1924–1925 | 3    | 0    | 0  | 3  |
| トドル・セクリッチ | 1924      | 1    | 0    | 0  | 1  |
| ヴェリコ・ウグリニッチ | 1920–1924 | 10   | 3    | 1  | 6  |

出典：

## 選手
| - トミスラヴ・イヴコヴィッチ | - トミスラヴ・ツルンコヴィッチ - レフィク・シャバナジョヴィッチ - シニシャ・ミハイロヴィチ | - ヴヤディン・ボシュコヴ - ヴラディミル・ペトロヴィッチ - サフェト・スシッチ - スレチコ・カタネッツ - メフメド・バジダレヴィッチ - ドラガン・ストイコビッチ - アリョーシャ・アサノビッチ - デヤン・サビチェビッチ - ロベルト・プロシネチキ - ロベルト・ヤルニ | - ライコ・ミティッチ - ミラン・ガリッチ - ドラジャン・イェルコヴィッチ - ヨシップ・スコブラル - イビチャ・オシム - ドラガン・ジャイッチ - ドゥシャン・バイェヴィッチ - ヴァイッド・ハリルホジッチ - ズラトコ・ヴヨヴィッチ - ダルコ・パンチェフ - プレドラグ・ミヤトビッチ |

### 試合
| 位 | 名前                   | 試合数 | 期間      |
| -- | ---------------------- | ------ | --------- |
| 1  | ドラガン・ジャイッチ   | 85     | 1964-1979 |
| 2  | ズラトコ・ヴヨヴィッチ | 70     | 1979-1990 |
| 3  | ブランコ・ゼベツ       | 65     | 1951-1961 |
| 4  | スティエパン・ボベク   | 63     | 1946-1956 |
| 5  | ファルク・ハジベギッチ | 61     | 1982-1992 |

### 得点
| 位 | 名前                         | 得点数 | 期間      |
| -- | ---------------------------- | ------ | --------- |
| 1  | スティエパン・ボベク         | 38     | 1946-1956 |
| 2  | ミラン・ガリッチ             | 37     | 1959-1965 |
| 3  | ブラゴイェ・マリャノヴィッチ | 36     | 1926-1938 |
| 4  | ライコ・ミティッチ           | 32     | 1946-1957 |
| 5  | ドゥシャン・バイェヴィッチ   | 29     | 1970-1979 |
| 5  | ボラ・コスティッチ           | 26     | 1956-1963 |

## 関連書籍
- 木村元彦『オシムの言葉―フィールドの向こうに人生が見える』2005 集英社インターナショナル ISBN 4797671084
- Ivica Osim,Gerald Enzinger,Tom Hofer『Das Spiel des Lebens』Deuticke ISBN 3216305945